# Adolf Tannert (Künstler)

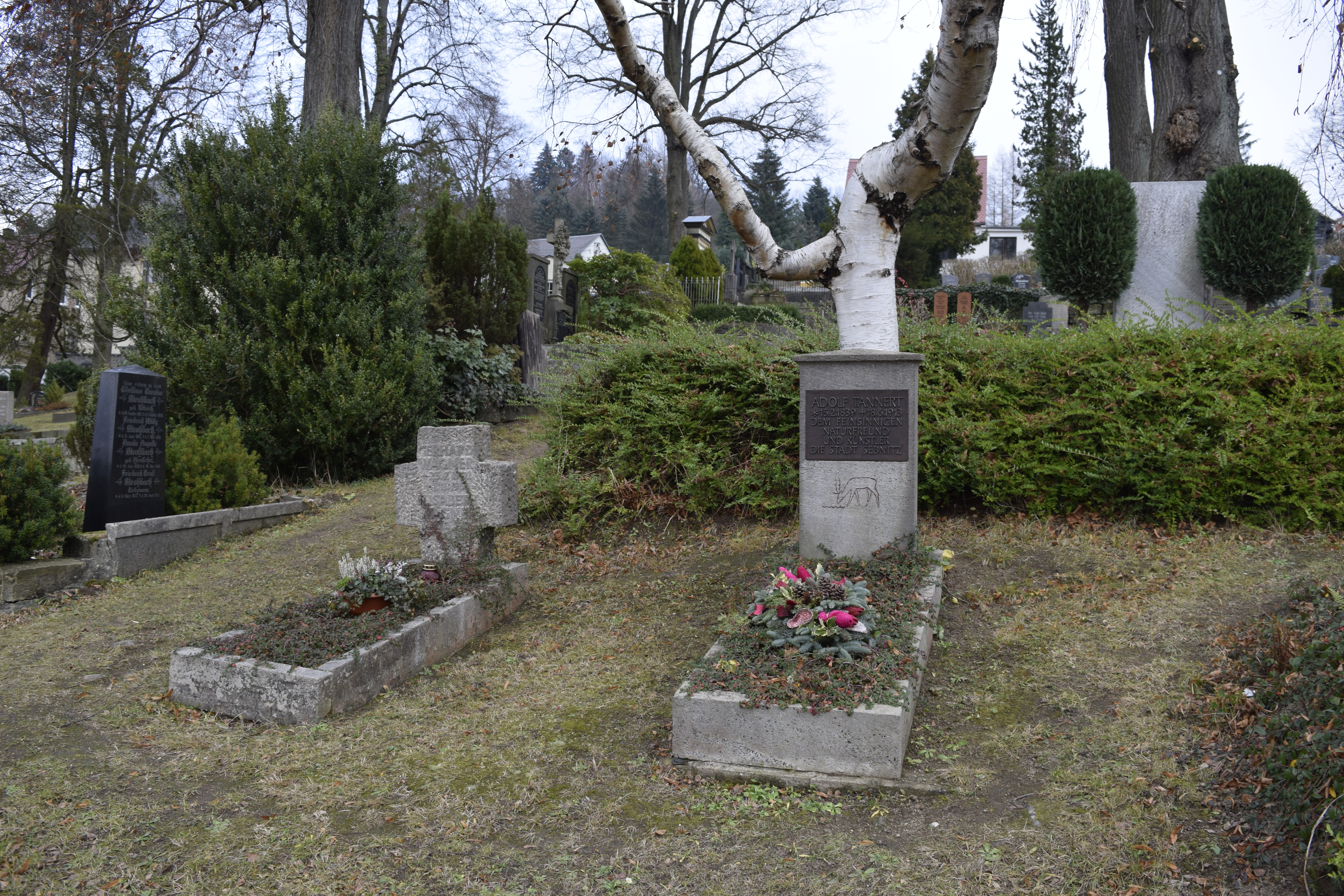
Grab von Adolf Tannert, auf dem Sebnitzer Friedhof

Adolf Tannert (* 15. Februar 1839 in Schandau; † 18. Juni 1913 Dresden, begraben in Sebnitz) war ein Künstler im Scherenschnitt (Papierkunst) und Schriftsetzer.

## Biografie
Adolf Tannert absolvierte seine Schulzeit in Schandau und nahm danach eine Ausbildung zum Schriftsetzer und Lithografen in der damaligen Buchdruckerei von Stopp in Sebnitz auf. Hauptberuflich arbeitete er in der Druckerei der Sebnitzer Lokalzeitung als Schriftsetzer, Lithograph und Redaktionsgehilfe.
Er hat als Künstler die Sebnitzer Schattenspiele maßgeblich mit beeinflusst.
Zu seinen Ehren wurde die Schule „Adolf Tannert“ mit dem Förderschwerpunkt „Lernen“ im Hohnsteiner Ortsteil Ehrenberg nach ihm benannt.